# Astra BM 12
Les camions Astra BM 12 et BM 16 sont des camions-dumpers de chantier, construits par le constructeur italien Astra SpA de 1962 à 1972 avant d'être remplacés par la série BM 19/20/21 à partir de 1970.

## Astra série BM 12/16
Après avoir mis au point les petits dumpers BM 1 et BM 2 qui ont fait leurs preuves auprès des entreprises italiennes de travaux publics, en 1962, Mario Bertuzzi lance des modèles plus puissants et de plus grande capacité avec la gamme BM 12 puis BM 16 en 1967. Le succès remporté avec ces deux modèles va l'inciter à poursuivre avec des modèles 6x4 et 6x6, la série BM 19, 20 et 21, lancée en 1970.
La gamme comprend les modèles BM 12 et 16, des unités déclinées en version 4x2, 4x4, 6x4 et même 6x6 avec les BM 16T et TA, composées, comme le veut la tradition de la marque, d'un châssis ultra résistant, très rigide, capable de supporter des charges deux fois supérieures à celles homologuées.
- L'Astra BM 12 est le premier de cette nouvelle série, conçu pour circuler aussi sur route, contrairement aux BM 1 et 2 qui étaient réservés aux chantiers fermés. Le BM 12 a été décliné en version 4x2, 4x4 et 6x4 et son utilisation principale a été en version benne mais aussi en atelier mobile de forage de pieux ou de carottages liés à la  reconnaissance des sols. En version 6x4, il a aussi été utilisé comme camion malaxeur pour le transport du béton prêt à l'emploi, utilisation très répandue en Italie dès 1950. Il devait évoluer dans un cadre règlementaire très strict, recevant une cuve tournante limitée à 7 m3 avec moteur auxiliaire, pour le transport du béton frais. Le BM 12 était doté d'un moteur Detroit Diesel 2 temps avec la boîte de vitesses du Fiat 682 N.

- L'Astra BM 16, lancé en 1967, est une version de plus forte capacité, spécialement conçue pour recevoir un malaxeur pour transporter du béton prêt à l'emploi. Il pouvait recevoir tout type de malaxeur avec moteur auxiliaire d'une capacité de 8 m3 sur le modèle BM 16TA de 1970 avec une pompe à béton intégrée. Le BM 16 était doté d'un moteur Detroit Diesel développant 215 ch SAE et d'une boîte de vitesses automatique Allison à 6 rapports.

Comme l'a voulu la tradition Astra, la cabine ne couvrait pas toute la largeur du véhicule mais était une demi-cabine réservée au seul conducteur, placée à droite selon les prescriptions règlementaires du code de la route italien concernant les caractéristiques, poids et mesures relatives aux poids lourds.
Cette série est la dernière à avoir été dotée de motorisations Detroit-General Motors. À partir de 1970, Astra a cessé d'assurer l'assistance technique des moteurs GM en Italie, vu leur trop faible diffusion et s'est tourné vers Fiat pour la fourniture de moteurs.